# Catocala relicta
Catocala relicta (tên tiếng Anh: White Underwing hoặc The Relict) là một loài bướm đêm thuộc họ Erebidae. Nó được tìm thấy ở miền nam Canada, từ Newfoundland tới đảo Vancouver, phía nam đến Missouri và Arizona.

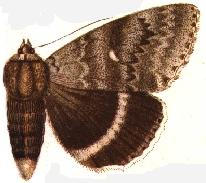
Catocala relicta elda Illustration

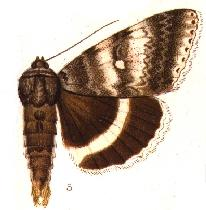
Catocala relicta relicta Illustration

Sải cánh dài 67–75 mm. Con trưởng thành bay từ tháng 7 đến tháng 9 làm một đợt tùy theo địa điểm.
Ấu trùng ăn các loài Betula papyrifera, Carya ovata, Populus alba, Populus balsamifera, Populus deltoides, Populus nigra, Populus tremuloides, Quercus và Salix (bao gồm Salix eriocephala).

## Phụ loài
Catocala relicta elda, được ghi nhận ở Oregon, trước đây được xem là một phụ loài, nhưng hiện tại được xem là có tên đồng nghĩa với Catocala relicta.